# Lint (Belgique)
Pour les articles homonymes, voir Lint.
Lint (anciennement orthographiée Linth) est une commune néerlandophone de Belgique située en Région flamande, dans la province d'Anvers.

## Histoire[1]
Le nom de Lint apparait pour la première fois dans les archives au XIIIe siècle et pourrait provenir des plantations de lin qu'on y trouvait. Au XVIIe siècle, à l'emplacement de l'actuelle Groenstraat, il était question de la ferme Rooiendonkhoeve. Elle était propriété de l'Abbaye de Lobbes près de Thuin. C'est près de cette ferme qu'on trouvait ces plantations de lin au lieu-dit "Ter Lint".
L'habitat s'implanta à partir du Moyen Âge autour du carrefour des routes vers Hove, Lier, Duffel et Kontich. Vanaf de Middeleeuwen kwam er bewoning rond het kruispunt van de wegen naar Hove, Lier, Duffel, Kontich. Le hameau s'appela "Lint" et appartint pendant des siècles à Kontich pendant des siècles, tant sur le plan administratif que sur le plan religieux.
Le centre de Kontich étant difficilement accessible, surtout en hiver, on a donc veillé à ce que les habitants de ce hameau forment une véritable communauté.
Un ecclésiastique fut désigné en 1767 pour s'occuper spécialement des quelque 600 habitants de ce hameau.
La création de la ligne de chemin de fer Anvers-Malines devint une ébauche de la future frontière entre Kontich et Lint.
Un passage reliant Kontich et Lint fut créé de la Lintse Molenstraat vers la Kontichse Dorre Eikenstraat.
En 1935 ce passage fut fermé et un pont pour piétons fut bâti à hauteur de van Sobemi (actuel Impress). De plus un deuxième passage, un viaduc, fut érigé vers Kontich au départ de la Kontichsesteenweg vers la Liersebaan et la Kauwelei.
Le pont piétonnier a été détruit dans la nuit du 28 au 29 octobre 1995.
Il fallut attendre jusque 1842 pour que Lint devienne une paroisse à part entière.
Par la suite il se manifesta une forte volonté des habitants pour devenir une commune indépendante. Cette indépendance intervint en 1870 et Lint devint donc une Commune qui compte 788 habitants.
En 1976 Lint réussit à échapper à la fusion avec Anvers et devint ainsi une des plus petites communes de l'arrondissement.

## Héraldique
|  | La commune possède des armoiries qui lui ont été octroyées le 12 février 1968 et confirmées le 1er mars 1993. Ce sont celles des anciens seigneurs de Kontich. Lint faisait partie de Kontich jusqu'en 1869, date à laquelle elle devint une commune distincte. Les armoiries sont inspirées du sceau de Frans Balthazar Franco et Féo, seigneur de Kontich au XVIIIe siècle, et constituent le troisième quartier des armoiries de la famille Franco y Freo. Blasonnement : D'or à une croix de gueules accompagnée de quatre lys d'azur. (Traduction libre) Source du blasonnement : Heraldy of the World. |

## Démographie

### Évolution démographique
Graphe de l'évolution de la population de la commune.
- Source : DGS - Remarque: 1876 jusqu'à 1981=recensement; depuis 1990=nombre d'habitants chaque 1er janvier[3]

## Patrimoine
- Château Lindenhof

## Personnalités
- Matz Sels, joueur de football